# Sesamex
Sesamex (Sesoxan) verstärkt als Synergist die insektizide Wirkung von anderen Insektiziden wie Pyrethrinen, Pyrethroiden oder Carbamaten. Für sich genommen hat es keine Wirkung gegen Insekten. Es wurde 1950 von Morten Beroza vom Agricultural Research Service ausgehend von Sesamol entwickelt.

## Zulassung
Sesamex ist in der Europäischen Union und in der Schweiz nicht als Pflanzenschutzwirkstoff zugelassen.